# Franz von Epp
Franz Ritter von Epp (Monaco di Baviera, 16 ottobre 1868 – Monaco di Baviera, 31 gennaio 1947) è stato un generale e politico tedesco.

## Biografia
Franz von Epp nacque a Monaco di Baviera nel 1868. Suo padre era il pittore Rudolph Epp e sua madre Katharina Streibel. Egli trascorse la giovinezza studiando a Augusta, periodo dopo il quale aderì all'accademia militare di Monaco di Baviera. Entrato nell'esercito prestò servizio in Asia durante la ribellione dei Boxer nel 1900-01 e divenne comandante di una compagnia nella colonia tedesca del Sudafrica germanico (attuale Namibia) dove prese parte al sanguinoso genocidio degli Herero. Durante la prima guerra mondiale, prestò servizio come comandante di un reggimento bavarese, l'Infanterie-Leibregiment, combattendo in Francia, Serbia, Romania e sul fronte dell'Isonzo.
Per il servizio lodevole durante la guerra, ricevette un gran numero di medaglie tra cui l'Ordine Pour le Mérite (29 maggio 1918) oltre al titolo di cavaliere (25 febbraio 1918) e la croce di cavaliere dell'Ordine militare di Massimiliano Giuseppe (23 giugno 1916).
Dopo la fine della guerra costituì il Freikorps Epp, una formazione paramilitare composta da veterani di guerra di cui fu membro anche il futuro capo delle SA, Ernst Röhm. Prese parte alle operazioni di soppressione della Repubblica Sovietica Bavarese a Monaco divenendo responsabile di non pochi massacri; aderendo alla Reichswehr dove venne promosso maggiore generale nel 1922.
Quando la NSDAP capì la necessità della fondazione di un giornale per pubblicizzare le proprie idee, Epp elargì 60.000 marchi per la fondazione del Völkischer Beobachter, che divenne la principale voce pubblica del partito nazista.
Promosse l'ampliamento della SA ed in particolare propose Roehm alla guida di questa frangia d'esercito che consentì poi a Hitler di prendere il potere a tutti gli effetti. Il suo ruolo fu fondamentale anche nella progettazione della Notte dei lunghi coltelli.
Epp divenne quindi membro del parlamento tedesco, il Reichstag, nelle file del NSDAP dopo aver lasciato il BVP nel 1928. Mantenne tale posizione nel nuovo Reichstag della Germania nazista dal 1933 al 1945. Prestò servizio come dirigente del NSDAP dal 1928 al 1945 e successivamente come capo della società coloniale tedesca per la riorganizzazione delle colonie del Reich (Reichskolonialbund).
Il 9 marzo 1933, due settimane prima della presa di potere da parte di Adolf Hitler come dittatore della Germania, agli ordini di Hitler e di Wilhelm Frick abolì il governo federale della Baviera e vi installò il regime nazista. Divenne Reichskommissar, e successivamente Reichsstatthalter in Baviera dal 1933, scontrandosi col primo ministro bavarese Ludwig Siebert. Il tentativo di Epp di limitare l'influenza del governo centrale in Baviera fallì, ma continuò a ricoprire i propri incarichi sino alla fine della guerra.

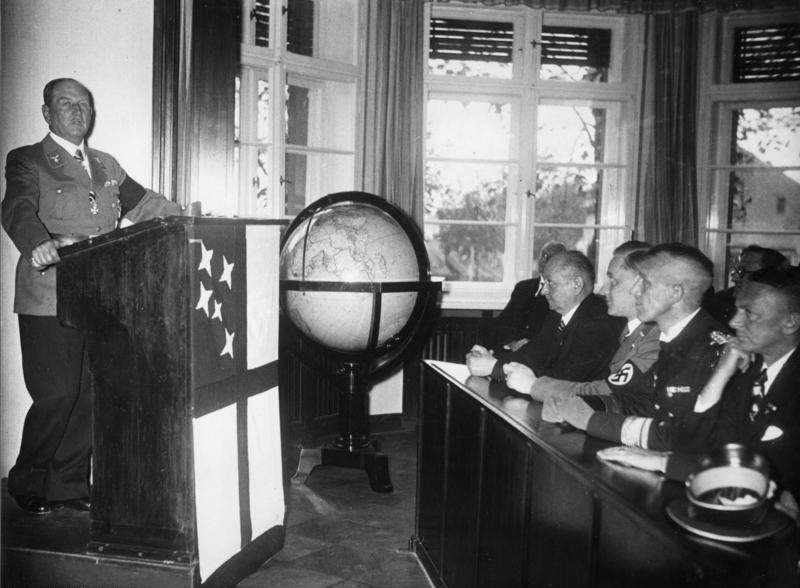
Franz von Epp all'apertura di una scuola per il colonialismo nel 1938

Si distanziò ad ogni modo dagli altri capi del nazismo nel corso del secondo conflitto mondiale principalmente per il fatto che non riusciva con loro ad avere dei rapporti ottimi ma non in relazione alla politica del regime.
Venne arrestato per ordine di Paul Giesler nel 1945 venendo associato al Freiheitsaktion Bayern guidato da Rupprecht Gerngroß, un gruppo opposto al nazismo anche se Epp stesso non era mai stato direttamente coinvolto nel gruppo.
Alla fine della guerra venne imprigionato dalla coalizione alleata e morì nel 1947 durante la detenzione, ormai anziano.

## Onorificenze

### Cittadinanze onorarie
- Cittadino onorario di Passavia (18 maggio 1933)[7]